# Udo Poser
Udo Poser (Hildburghausen, Turingia, República Democrática Alemana; 21 de agosto de 1947) es un exnadador olímpico alemán. 

## Trayectoria
Entre 1969 y 1971 ganó seis campeonatos nacionales de Alemania Oriental, en las pruebas de 100 m y 200 m mariposa.
Compitió en dos Campeonatos Europeos, en 1966 y 1970, en los que ganó ocho medallas, incluyendo tres oros, y estableció un récord mundial en el 4 × 100 m estilos (1970).
Participó en los Juegos Olímpicos de 1968 y de 1972, en los que formó parte del equipo de relevos 4 × 100 m libre ganador de la medalla de bronce. Poser no recibió el premio, puesto que los nadadores de las previas no tuvieron el reconocimiento de la presea hasta los juegos de 1984.